# Proposizione causale
La proposizione causale è una proposizione subordinata che indica la causa o il motivo di quanto viene espresso nella proposizione reggente.
- Sono arrabbiata perché sei arrivato tardi.

Ha la stessa funzione del complemento di causa, che potrebbe riprodurre quanto esposto nella seguente costruzione:
- Sono arrabbiata a causa del tuo ritardo.

In quanto segue, si illustrano gli esempi più tipici di proposizione causale.
Nel caso della subordinazione esplicita si tratta una frase subordinata introdotta da congiunzioni come perché, siccome, poiché, giacché, o da locuzioni quali dato che, dal momento che, in quanto che, considerato che, visto che, posto che, ecc.... Richiede in genere l'uso dell'indicativo o, talvolta, del condizionale.
- Siccome non ho soldi, non posso ancora pagarti.
- Non ti chiedo di accompagnarmi perché non lo faresti.

Esistono inoltre proposizioni causali implicite, sempre subordinate che ricorrono soprattutto con l'uso del gerundio:
- Non avendo soldi, non posso ancora pagarti.

Anche la preposizione semplice per può introdurre la proposizione causale, combinata al verbo all'infinito passato
- Mio figlio è stato denunciato per aver infranto i vetri di alcune finestre.
- Settimana scorsa un gruppo di studenti è stato sospeso per aver danneggiato gli armadietti del corridoio.

Anche il participio passato può essere usato nella subordinata implicita:
- Picchiato dal padrone, il cane lo ha morso.